# Бакхед Риџ (Флорида)
Бакхед Риџ (енгл. Buckhead Ridge) насељено је место без административног статуса у америчкој савезној држави Флорида.

## Демографија
По попису из 2010. године број становника је 1.450, што је 60 (4,3%) становника више него 2000. године.
| Група             | 2000.         | 2010.         |
| Белци             | 1.356 (97,6%) | 1.390 (95,9%) |
| Афроамериканци    | 2 (0,1%)      | 9 (0,6%)      |
| Азијати           | 1 (0,1%)      | 1 (0,1%)      |
| Хиспаноамериканци | 13 (0,9%)     | 30 (2,1%)     |
| Укупно            | 1.390         | 1.450         |